# Ii Naosuke
Ii Naosuke (井伊直弼) (29 de novembro de 1815 - 24 de março de 1860) foi um daimyo de Hikone (1850-1860) e também Tairo do shogunato Tokugawa, Japão, cargo que ocupou a partir de 23 de abril de 1858 até à sua morte a 24 de março de 1860. Ficou conhecido por assinar o Tratado de Harris com os Estados Unidos, garantindo acesso aos portos para o comércio com os comerciantes americanos e marinheiros, concedendo extraterritorialidade para os cidadãos norte-americanos.

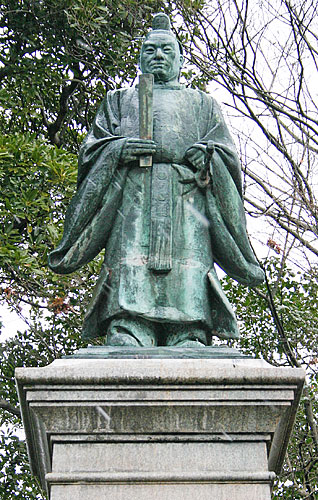
Estátua de Ii Naosuke nas terras do Castelo de Hikone.

Ii Naosuke foi também um entusiasta e praticante da cerimónia do chá japonesa, do estilo Sekishūryū, e as suas escrituras incluem pelo menos duas obras sobre a cerimónia do chá.
Sob a orientação de Ii Naosuke, o shogunato Tokugawa passou por um conflito particularmente difícil sobre a sucessão do doente Tokugawa Iesada que não teve filhos. Ii Naosuke conseguiu coagir o shogunato Tokugawa ao término do seu breve regimento da sociedade japonesa antes do início do período Meiji. Ii foi assassinado no Incidente Sakuradamon por um grupo de 17 indivíduos do Domínio de Mito e um samurai Satsuma a 24 de março de 1860.